# Крістиан Беренц
Крістиан Беренц (нім. Christian Berentz, 1658, Гамбург — 1722, Рим) — художник доби бароко зламу XVII–XVIII століть, німець за походженням.

## Життєпис
Відомо, що Крістиан Беренц народився у місті Гамбург.
Художні навички здобував у майстерні художника Германа Капхейзена у період 1667–1673.
Згодом перейшов до майстерні Георга Хайнца.
1677–1679 рр. працював у Нідерландах.
1679 року працював у місті Венеція.
Період життя і творчості (1680–1722 рр.) припав на перебування у папському Римі. Виробився у чудового майстра натюрмортів. Частку творів виконав у співпраці з іншими майстрами (Карло Маратта робив людські фігури, Беренц — фрукти, посуд і овочі). На початку XVIII століття мешкав і працював у палаці Паллавічіні.
Він належав до римських майстрів натюрмортів, в царині котрих працювали також Франческо Нолетті, Абрахам Брейгель тощо.
Помер у Римі 1722 року у віці 63 роки.

## Галерея обраних творів

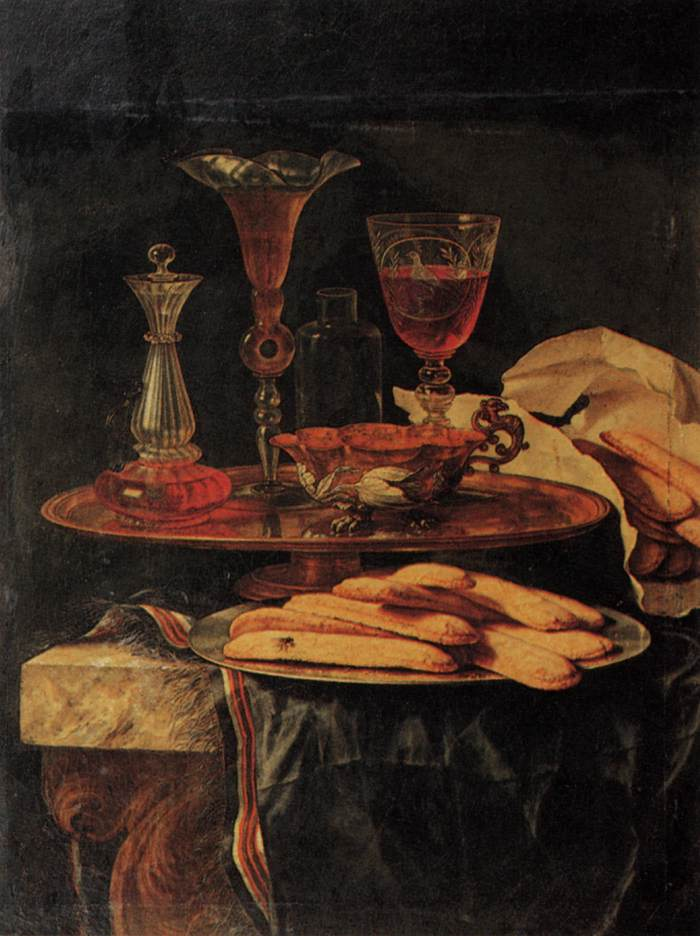
Крістиан Беренц. «Кришталевий посуд і випічка», Національна галерея старовинного мистецтва (Рим)
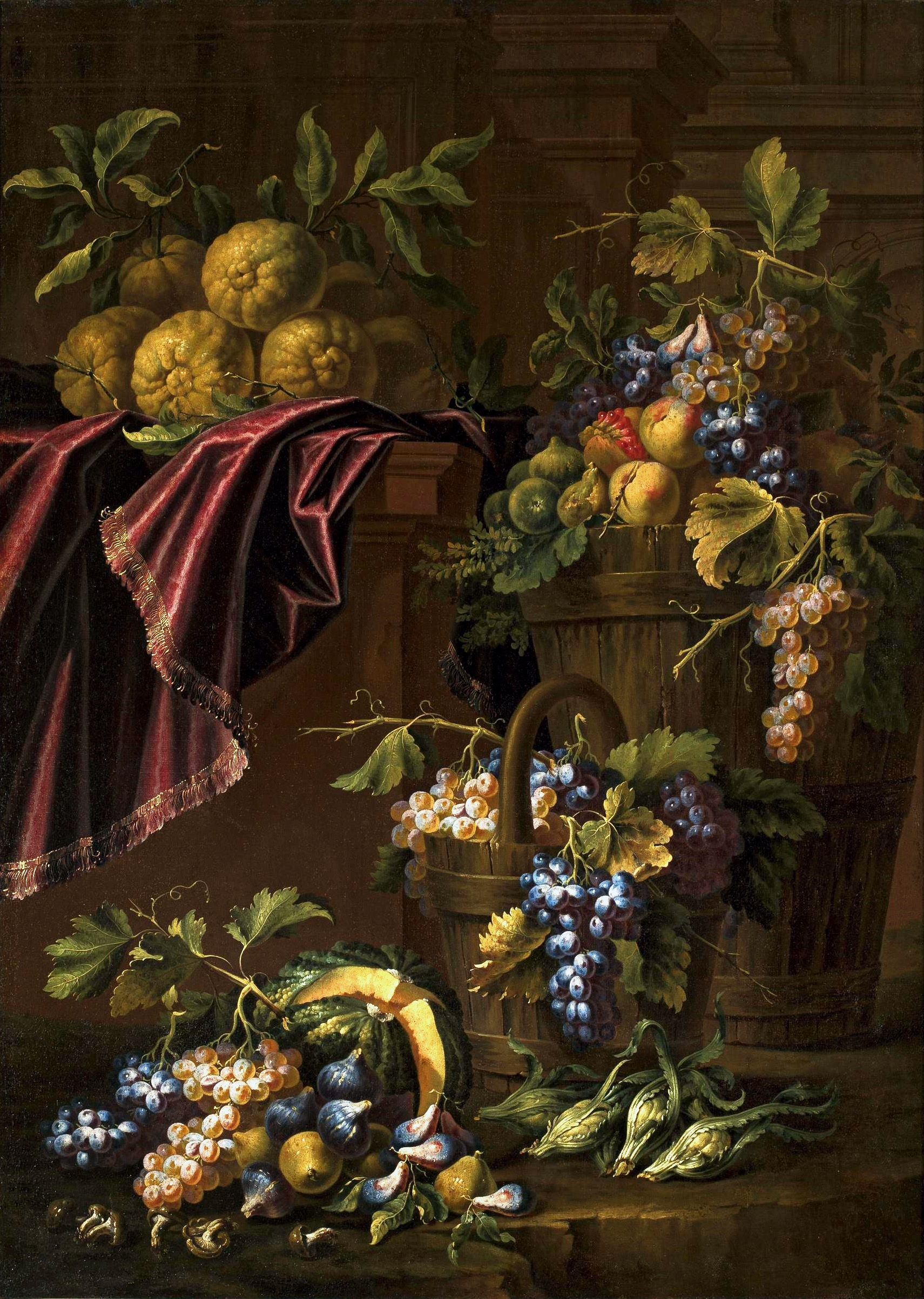
Крістиан Беренц. «Цитрини  і виноград», Національний музей, Варшава.

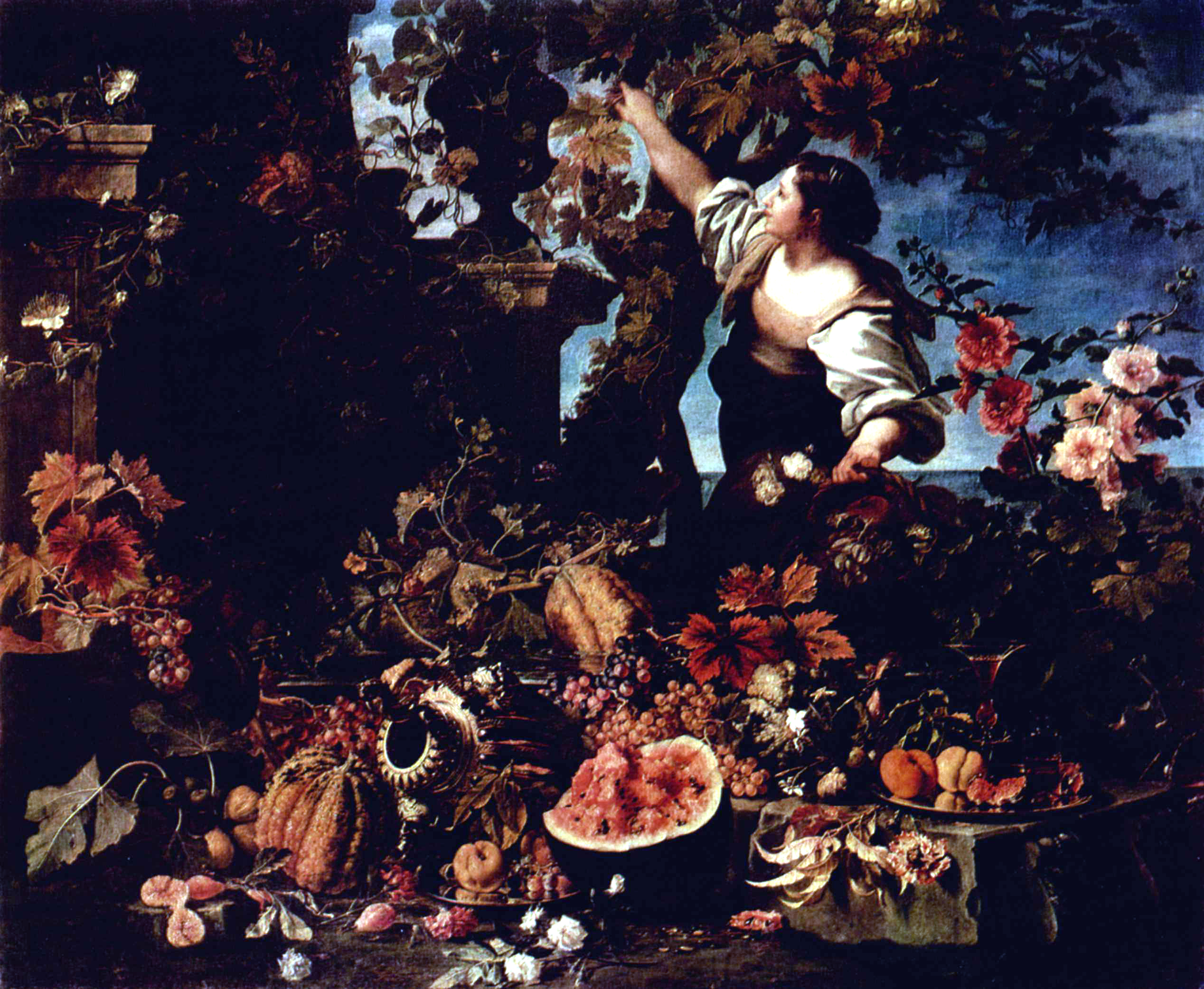
Крістиан Беренц. «Натюрморт з жіночою фігурою», Ермітаж, Санкт-Петербург
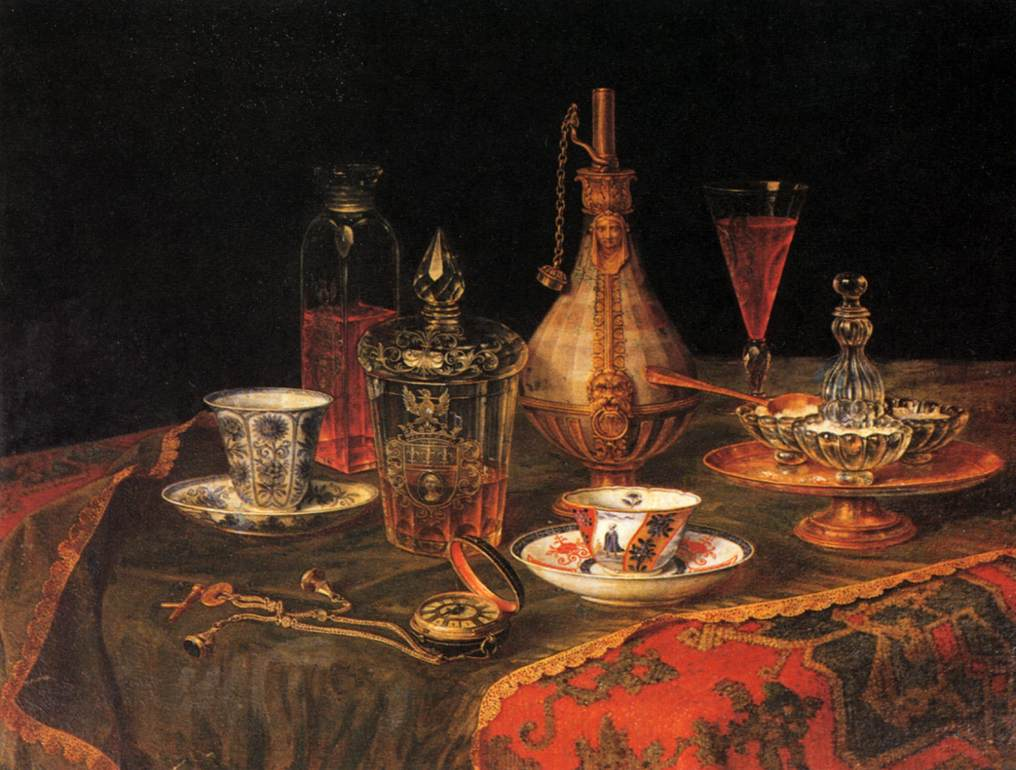
Крістиан Беренц. «Коштовний посуд і вино», Національна галерея старовинного мистецтва (Рим)